# George Buitul

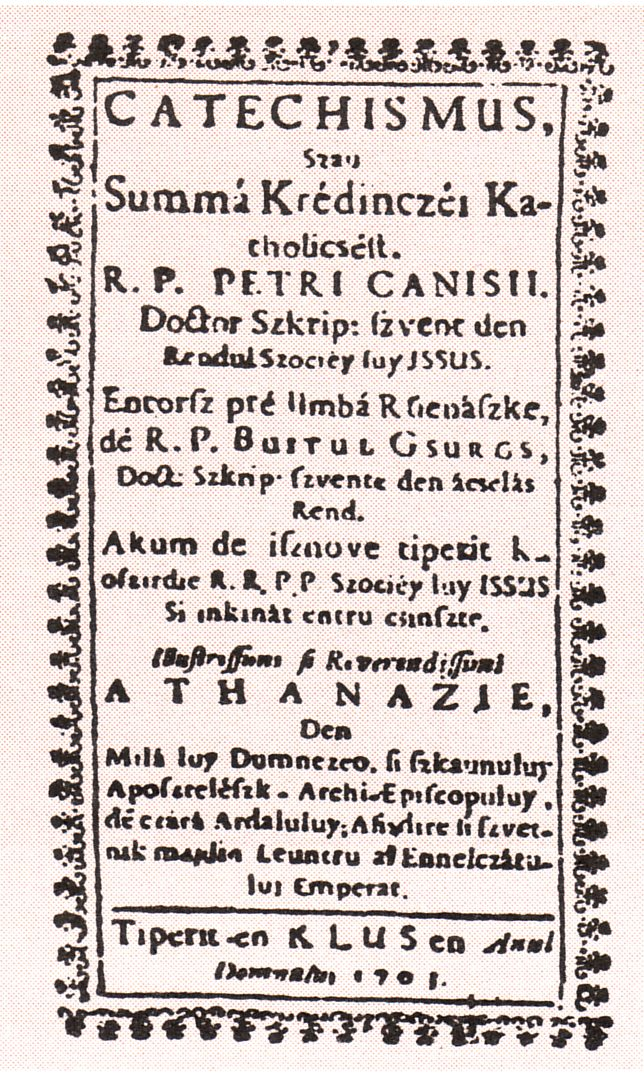
A katekizmus 1703-as kiadásának címlapja

George Buitul, magyaros írásmóddal Bujtul György (Karánsebes, 1589 április (?) – Karánsebes, 1635. szeptember 10.) román jezsuita rendi hittérítő.

## Élete
1602-ben katolizált. Tanulmányait 1606–1609-ben és 1619–1622-ben Rómában, az 1610-es években Bécsben végezte; közben 1617–1618-ban Gyulafehérváron volt tanító. (Ő volt az első román, aki Rómában járt iskolába.) 1625 novemberében az erdélyi katolikus nemesség támogatásával tért vissza rendtársával Karánsebesre és élete utolsó tíz évét a református többségű városban élő katolikus románság lelkigondozásának szentelte.

## Műve
Román nyelvre fordította Canisius Szent Péter katekizmusát. Először Barcsay Ákos lugosi bán adta ki 1648-ban, valószínűleg Némethi Jakab pozsonyi nyomdájában, ebből a kiadásból azonban egyetlen példány sem maradt fenn. Ez volt az első latin betűkkel nyomtatott, román nyelvű könyv. Második kiadása Kolozsvárott jelent meg 1703-ban, a vallási uniót követően, Catechismus szau Summá krédinczéi katholicsést R. P. Petri Canisii címmel.